# Mindværfjorden
Mindværfjorden er en fjord i Vevelstad og Alstahaug kommune i Nordland fylke i Norge. Fjorden ligger på nordsiden af Hamnøya og syd for Mindværet, som den er opkaldt efter, og øen Mindlandet. Fjorden går  10 kilometer mod nordøst og fortsetter videre som Stokkafjorden.
Ved overgangen til Stokkafjorden går fjordarmen Visten mod sydøst; Ved Nonshaugen, som ligger mod nord på Hamnøya, går der færge over til Forvik på fastlandet og nordover langs østsiden af fjorden til Stokka helt yderst i Stokkafjorden og derfra videre nordover.